# Campionat del Món de motocròs 2012
La temporada de 2012 del Campionat del Món de motocròs fou la 56a edició d'aquest campionat, organitzat per la FIM. El calendari oficial constava de 16 Grans Premis, celebrats entre el 9 d'abril i el 23 de setembre.

## Sistema de puntuació
Barem de puntuació de 2002 ençà:
| Posició | 1  | 2  | 3  | 4  | 5  | 6  | 7  | 8  | 9  | 10 | 11 | 12 | 13 | 14 | 15 | 16 | 17 | 18 | 19 | 20 |
| Punts   | 25 | 22 | 20 | 18 | 16 | 15 | 14 | 13 | 12 | 11 | 10 | 9  | 8  | 7  | 6  | 5  | 4  | 3  | 2  | 1  |

## Grans Premis

### MX1 i MX2
| Ronda | Data           | Gran Premi                       | Lloc                | Classe | 1a mànega          | 2a mànega           | Guanyador          |
| ----- | -------------- | -------------------------------- | ------------------- | ------ | ------------------ | ------------------- | ------------------ |
| 1     | 9 d'abril      | Gran Premi dels Països Baixos    | Valkenswaard        | MX1    | Antonio Cairoli    | Antonio Cairoli     | Antonio Cairoli    |
| 1     | 9 d'abril      | Gran Premi dels Països Baixos    | Valkenswaard        | MX2    | Jeffrey Herlings   | Jeffrey Herlings    | Jeffrey Herlings   |
| 2     | 22 d'abril     | Gran Premi de Bulgària           | Sevlievo            | MX1    | Christophe Pourcel | Gautier Paulin      | Gautier Paulin     |
| 2     | 22 d'abril     | Gran Premi de Bulgària           | Sevlievo            | MX2    | Joel Roelants      | Tommy Searle        | Tommy Searle       |
| 3     | 29 d'abril     | Gran Premi d'Itàlia              | Fermo               | MX1    | Christophe Pourcel | Antonio Cairoli     | Christophe Pourcel |
| 3     | 29 d'abril     | Gran Premi d'Itàlia              | Fermo               | MX2    | Jeffrey Herlings   | Jeffrey Herlings    | Jeffrey Herlings   |
| 4     | 13 de maig     | Gran Premi de Mèxic              | Guadalajara         | MX1    | Antonio Cairoli    | David Philippaerts  | Antonio Cairoli    |
| 4     | 13 de maig     | Gran Premi de Mèxic              | Guadalajara         | MX2    | Jeffrey Herlings   | Jeffrey Herlings    | Jeffrey Herlings   |
| 5     | 20 de maig     | Gran Premi del Brasil            | Penha               | MX1    | Christophe Pourcel | Xavier Boog         | Christophe Pourcel |
| 5     | 20 de maig     | Gran Premi del Brasil            | Penha               | MX2    | Tommy Searle       | Tommy Searle        | Tommy Searle       |
| 6     | 3 de juny      | Gran Premi de França             | Saint-Jean-d'Angély | MX1    | Antonio Cairoli    | Antonio Cairoli     | Antonio Cairoli    |
| 6     | 3 de juny      | Gran Premi de França             | Saint-Jean-d'Angély | MX2    | Jeffrey Herlings   | Tommy Searle        | Jeffrey Herlings   |
| 7     | 10 de juny     | Gran Premi de Portugal           | Águeda              | MX1    | Clément Desalle    | Gautier Paulin      | Clément Desalle    |
| 7     | 10 de juny     | Gran Premi de Portugal           | Águeda              | MX2    | Jeffrey Herlings   | Tommy Searle        | Jeffrey Herlings   |
| 8     | 17 de juny     | Gran Premi de Bèlgica            | Bastogne            | MX1    | Antonio Cairoli    | Antonio Cairoli     | Antonio Cairoli    |
| 8     | 17 de juny     | Gran Premi de Bèlgica            | Bastogne            | MX2    | Jeffrey Herlings   | Tommy Searle        | Tommy Searle       |
| 9     | 1 de juliol    | Gran Premi de Suècia             | Uddevalla           | MX1    | Clément Desalle    | Clément Desalle     | Clément Desalle    |
| 9     | 1 de juliol    | Gran Premi de Suècia             | Uddevalla           | MX2    | Jeffrey Herlings   | Tommy Searle        | Tommy Searle       |
| 10    | 15 de juliol   | Gran Premi de Letònia            | Kegums              | MX1    | Antonio Cairoli    | Kevin Strijbos      | Antonio Cairoli    |
| 10    | 15 de juliol   | Gran Premi de Letònia            | Kegums              | MX2    | Joel Roelants      | Jeremy van Horebeek | Joel Roelants      |
| 11    | 22 de juliol   | Gran Premi de Rússia             | Semigorje (Anapa)   | MX1    | Antonio Cairoli    | Antonio Cairoli     | Antonio Cairoli    |
| 11    | 22 de juliol   | Gran Premi de Rússia             | Semigorje (Anapa)   | MX2    | Jeffrey Herlings   | Jeffrey Herlings    | Jeffrey Herlings   |
| 12    | 5 d'agost      | Gran Premi de la República Txeca | Loket               | MX1    | Antonio Cairoli    | Antonio Cairoli     | Antonio Cairoli    |
| 12    | 5 d'agost      | Gran Premi de la República Txeca | Loket               | MX2    | Jeffrey Herlings   | Jeffrey Herlings    | Jeffrey Herlings   |
| 13    | 19 d'agost     | Gran Premi de Gran Bretanya      | Matterley Basin     | MX1    | Antonio Cairoli    | Antonio Cairoli     | Antonio Cairoli    |
| 13    | 19 d'agost     | Gran Premi de Gran Bretanya      | Matterley Basin     | MX2    | Tommy Searle       | Tommy Searle        | Tommy Searle       |
| 14    | 2 de setembre  | Gran Premi del Benelux           | Lierop              | MX1    | Antonio Cairoli    | Antonio Cairoli     | Antonio Cairoli    |
| 14    | 2 de setembre  | Gran Premi del Benelux           | Lierop              | MX2    | Jeffrey Herlings   | Jeffrey Herlings    | Jeffrey Herlings   |
| 15    | 9 de setembre  | Gran Premi d'Europa              | Faenza              | MX1    | Antonio Cairoli    | Antonio Cairoli     | Antonio Cairoli    |
| 15    | 9 de setembre  | Gran Premi d'Europa              | Faenza              | MX2    | Jeffrey Herlings   | Jeffrey Herlings    | Jeffrey Herlings   |
| 16    | 23 de setembre | Gran Premi d'Alemanya            | Teutschenthal       | MX1    | Antonio Cairoli    | Antonio Cairoli     | Antonio Cairoli    |
| 16    | 23 de setembre | Gran Premi d'Alemanya            | Teutschenthal       | MX2    | Tommy Searle       | Tommy Searle        | Tommy Searle       |

### MX3
| Ronda | Data           | Gran Premi                    | Lloc               | 1a mànega        | 2a mànega        | Guanyador        |
| ----- | -------------- | ----------------------------- | ------------------ | ---------------- | ---------------- | ---------------- |
| 1     | 9 d'abril      | Gran Premi dels Països Baixos | Valkenswaard       | Yentel Martens   | Kevin Wouts      | Kevin Wouts      |
| 2     | 15 d'abril     | Gran Premi de França          | Castèlnòu de Lèvis | Cédric Soubeyras | Grégory Aranda   | Cédric Soubeyras |
| 3     | 13 de maig     | Gran Premi de Bulgària        | Troyan             | Klemen Gercar    | Martin Michek    | Martin Michek    |
| 4     | 20 de maig     | Gran Premi d'Itàlia           | Pietramurata       | Michael Stauffer | Matthias Walkner | Matthias Walkner |
| 5     | 3 de juny      | Gran Premi de Croàcia         | Mladina            | Klemen Gercar    | Matevz Irt       | Matthias Walkner |
| 6     | 10 de juny     | Gran Premi d'Eslovènia        | Orehova vas        | Klemen Gercar    | Klemen Gercar    | Klemen Gercar    |
| 7     | 1 de juliol    | Gran Premi d'Eslovàquia       | Šenkvice           | Martin Michek    | Martin Michek    | Martin Michek    |
| 8     | 19 d'agost     | Gran Premi de Gran Bretanya   | Matterley Basin    | Matthias Walkner | Martin Michek    | Martin Michek    |
| 9     | 23 de setembre | Gran Premi d'Alemanya         | Teutschenthal      | Filip Neugebauer | Filip Neugebauer | Filip Neugebauer |

## MX1

### Classificació final
| Posició | Pilot              | Motocicleta | Punts |
| ------- | ------------------ | ----------- | ----- |
| 1       | Antonio Cairoli    | KTM         | 692   |
| 2       | Clément Desalle    | Suzuki      | 594   |
| 3       | Gautier Paulin     | Kawasaki    | 536   |
| 4       | Christophe Pourcel | Kawasaki    | 521   |
| 5       | Ken de Dycker      | KTM         | 505   |
| 6       | Kevin Strijbos     | KTM         | 405   |
| 7       | Xavier Boog        | Kawasaki    | 398   |
| 8       | Tanel Leok         | Suzuki      | 381   |
| 9       | Evgueni Bobryschev | Honda       | 325   |
| 10      | Rui Gonçalves      | Honda       | 315   |

## MX2

### Classificació final
| Posició | Pilot               | Motocicleta | Punts |
| ------- | ------------------- | ----------- | ----- |
| 1       | Jeffrey Herlings    | KTM         | 694   |
| 2       | Tommy Searle        | Kawasaki    | 651   |
| 3       | Jeremy van Horebeek | KTM         | 559   |
| 4       | Jake Nicholls       | KTM         | 443   |
| 5       | Jordi Tixier        | KTM         | 434   |
| 6       | Joël Roelants       | Kawasaki    | 367   |
| 7       | Max Anstie          | Honda       | 333   |
| 8       | José Antonio Butrón | KTM         | 291   |
| 9       | Glenn Coldenhoff    | KTM         | 273   |
| 10      | Dylan Ferrandis     | Kawasaki    | 272   |

## MX3

### Classificació final
| Posició | Pilot              | Motocicleta | Punts |
| ------- | ------------------ | ----------- | ----- |
| 1       | Matthias Walkner   | KTM         | 337   |
| 2       | Martin Michek      | KTM         | 306   |
| 3       | Günter Schmidinger | Honda       | 299   |
| 4       | Klemen Gercar      | Honda       | 277   |
| 5       | Antti Pyrhonen     | Honda       | 230   |
| 6       | Matevz Irt         | Suzuki      | 194   |
| 7       | Michael Stauffer   | KTM         | 185   |
| 8       | Petr Bartos        | KTM         | 185   |
| 9       | Lukasz Lonka       | Honda       | 175   |
| 10      | Ludvig Söderberg   | Honda       | 147   |

## Resum: Podi final 2012
|           | MX1             | MX1      | MX2                 | MX2      | MX3                | MX3   |
| Campió    | Antonio Cairoli | KTM      | Jeffrey Herlings    | KTM      | Matthias Walkner   | KTM   |
| Subcampió | Clément Desalle | Suzuki   | Tommy Searle        | Kawasaki | Martin Michek      | KTM   |
| Tercer    | Gautier Paulin  | Kawasaki | Jeremy van Horebeek | KTM      | Günter Schmidinger | Honda |